# التخدير الإجرائي وتسكين الآلام
التخدير الإجرائي وتسكين الآلام (اختصارًا PSA) هي تقنية يعطى بها دواء مسكن / فصامي، عادة مع دواء مسكن، من أجل إجراء إجراءات غير جراحية على المريض. الهدف العام هو إحداث انخفاض في مستوى الوعي مع الحفاظ على قدرة المريض على التنفس من تلقاء نفسه. لا تتأثر ردود الفعل الوقائية للمجرى الهوائي بهذه العملية وبالتالي فإن التنبيب الرغامي غير مطلوب. يستخدم PSA بشكل شائع في قسم الطوارئ، بالإضافة إلى غرفة العمليات.

## الاستخدامات الطبية
غالبًا ما تستخدم هذه التقنية في قسم الطوارئ لأداء إجراءات مؤلمة أو غير مريحة. تشمل الأغراض المشتركة:
- إصلاح التمزق
- تحديد الكسور
- تجفيف الخراجات
- تقليل الاضطرابات
- إجراءات التنظير
- تقويم نظم القلب[2]
- خلال إجراءات طب الأسنان المختلفة
- خلال مخطط صدى القلب عبر المريء

- وبعض التصوير أو الإجراءات البسيطة حيث يكون المريض غير قادر (أو غير راغب) في الحفاظ على ثباته - وخاصة الأطفال

## موانع الاستخدام
لا توجد أسباب مطلقة تجعل المريض غير مؤهل على الفور لتلقي التخدير الإجرائي، ومع ذلك، فإن عمر المريض، والأمراض المصاحبة الطبية، أو دليل على وجود مجرى هوائي صعب هي اعتبارات مهمة.

### السن
على الرغم من عدم وجود حد لعمر المستضد البروستاتي النوعي، لكن كبار السن لديهم فرصة أكبر لحدوث مضاعفات مثل: فترة أطول من وقت التخدير المقصود، وزيادة الحساسية للأدوية، والآثار الضارة للأدوية، ومستويات أعلى من المتوقع للأدوية بسبب صعوبة التخلص من الأدوية. للمساعدة في تقليل خطر حدوث مضاعفات، ضع في اعتبارك اتباع نهج أقل عدوانية تجاه التخدير الإجرائي، بما في ذلك البدء بجرعة أصغر من تلك التي تُعطى للمرضى غير المسنين، وإعطاء الدواء ببطء، وإعطاء جرعات متكررة من الأدوية بمعدل أقل.

### الأمراض المصاحبة
المرضى الذين يعانون من حالات طبية خطيرة لديهم فرصة أكبر لحدوث آثار جانبية سلبية بعد تلقي المستضد البروستاتي النوعي. تشمل أمثلة الأمراض المصاحبة فشل القلب، ومرض الانسداد الرئوي المزمن، والأمراض العصبية والعضلية. استخدم تصنيف ASA للتنبؤ بمخاطر تعرض المريض لمضاعفات خطيرة من PSA، مثل انخفاض ضغط الدم أو تثبيط الجهاز التنفسي. بشكل عام، المرضى الذين يعانون من ASA Class III أو أكثر هم أكثر عرضة للإصابة بمثل هذه المضاعفات. على غرار ما وصف سابقًا، ضع في اعتبارك البدء بجرعة أصغر، وإعطاء الدواء ببطء، وإعطاء جرعات متكررة من الأدوية في كثير من الأحيان لتقليل خطر حدوث مضاعفات مرتبطة بالأمراض المصاحبة.

### مجرى الهواء الصعب
يقيم مجرى الهواء من خلال قدرة المريض أو قدرة الطبيب على الأوكسجين (توفير الأكسجين) أو التهوية (الزفير بثاني أكسيد الكربون). تشمل الأمثلة على مجرى الهواء الصعب وجود رقبة سميكة / مريض سمنة، وتشوهات هيكلية في الرأس والرقبة، وأمراض الرئة. لا تكمن المشكلة في أن المريض لن يستجيب بشكل مناسب للأدوية، كما هو الحال مع المرضى الأكبر سنًا أو المصابين بأمراض طبية مصاحبة، ولكن في حالة حدوث مضاعفات، سيكون من الصعب على الطبيب حماية مجرى الهواء وحفظه. منهم من المضاعفات. يُنصح عمومًا بالنظر في بدائل لـ PSA إذا قيم المريض بأنه يعاني من صعوبة في مجرى الهواء. لن تؤدي تدابير مثل تقليل جرعة البدء، وإعطاء الأدوية ببطء، والتقليل في كثير من الأحيان إلى تغيير خطر حدوث مضاعفات PSA في مريض يعاني من صعوبة في مجرى الهواء.

## طيف التهدئة
بينما يستخدم التخدير الإجرائي غالبًا لتجنب تدخل مجرى الهواء، فإن التخدير هو سلسلة متصلة ويمكن للمريض الانزلاق بسهولة إلى حالة أعمق. لهذا السبب، يجب أن يكون الطبيب الذي يجري PSA مستعدًا لرعاية المريض بمستوى واحد على الأقل من التخدير أكبر من المستوى المقصود. من أجل القيام بذلك، يجب أن يكون الممارس قادرًا على التعرف على مستوى التخدير وفهم المخاطر القلبية الرئوية المتزايدة المرتبطة بالتخدير الأعمق.
تعرف الجمعية الأمريكية لأطباء التخدير استمرارية التخدير على النحو التالي:
|                                  | الحد الأدنى من التخدير              | تخدير معتدل                       | تخدير عميق                             | تخدير عام                                  |
| الاستجابة                        | من الوضع الطبيعي إلى التحفيز اللفظي | استجابة للمحفزات الصوتية واللمسية | الاستجابة للمحفزات المتكررة أو المؤلمة | غير قابل للاستجابة، حتى لو كان المنبه مؤلم |
| مجرى الهواء                      | غير متأثر                           | لا يتطلب أي تدخل                  | قد يكون التدخل مطلوبًا                  | التدخل مطلوب في الكثير من الأحيان          |
| التنفس                           | غير متأثر                           | مناسب                             | قد يكون غير كافي                       | في كثير من الأحيان يكون غير كافي           |
| الوظيفة القلبية والأوعية الدموية | غير متأثر                           | عادة ما تراقب                     | عادة ما تراقب                          | قد تكون ضعيفة                              |

هناك نوع آخر من التخدير يعرف باسم التهدئة الانفصالية. يسبب فقدان الذاكرة العميق ولكنه يسمح بالتنفس التلقائي والاستقرار القلبي الرئوي وردود الفعل في مجرى الهواء تبقى سليمة. الكيتامين دواء شائع الاستخدام ويمكن أن يسبب هذا النوع من التخدير.

## العوامل المهدئة

### البروبوفول
البروبوفول مشتق لا يحتوي على الباربيتورات ويعتقد أنه يعمل عن طريق تحفيز مستقبلات GABA المثبطة ومنع مستقبلات NMDA المثيرة. يستغرق تأثير البروبوفول 40 ثانية، وتستمر التأثيرات 6 دقائق. يحتوي البروبوفول على تأثيرات مهدئة وسلوكية، لكنه لا يوفر أي تسكين. تشمل الآثار الضارة التي يجب البحث عنها انخفاض ضغط الدم (انخفاض ضغط الدم) والاكتئاب التنفسي، والتي تتجلى في شكل انخفاض طفيف في مستويات تشبع الأكسجين. البروبوفول مؤلم أيضًا عند إعطائه عن طريق الوريد، لذلك يستخدم الليدوكائين بشكل شائع كعلاج مسبق للمساعدة في تقليل الألم المرتبط بإعطاء البروبوفول. بالإضافة إلى ذلك، له خصائص مضادة للقيء مفيدة أيضًا في هذه الأنواع من الإجراءات.

### الإيتوميديت
الإيتوميديت هو أحد مشتقات الإيميدازول، ويستخدم عادة لتحريض التخدير العام. تبدأ التأثيرات على الفور تقريبًا، في غضون 5-15 ثانية، وتستمر من 5 إلى 15 دقيقة. للإيتوميديت تأثيرات مهدئة فقط؛ ولا يخفف الآلام. تشمل الآثار الجانبية للإيتوميديت الرمع العضلي (ارتعاش العضلات اللاإرادي) والاكتئاب التنفسي. واحدة من الفوائد الرئيسية للإيتوميديت هي أنه لا يسبب عدم استقرار القلب والأوعية الدموية أو الجهاز التنفسي. هذا يجعله خيارًا محتملًا أكثر تفضيلًا لمن يعانون من انخفاض ضغط الدم بالفعل.

### الميدازولام
الميدازولام هو البنزوديازيبين الذي يعمل عن طريق تحفيز مستقبلات GABA المثبطة. تظهر التأثيرات في غضون 2-5 دقائق، وتستمر 30-60 دقيقة. تأثيره الرئيسي هو إزالة القلق، ما يساعد على تقليل مشاعر القلق والتأثيرات السائلة، ما يساعد المريض على نسيان الذكريات المرتبطة بالإجراء. لا يوفر أي تسكين، ونتيجة لذلك، استخدم بشكل شائع مع الفنتانيل من أجل PSA فعال قبل البروبوفول والإيتوميديت. يتجمع الميدازولام في أنسجة الجسم الدهنية، لذلك من المضاعفات المحتملة التخدير المطول. نتيجة لذلك، يكون كبار السن والبدناء والمصابون بأمراض الكلى أو الكبد أكثر عرضة للتخدير لفترات طويلة باستخدام الميدازولام. يرتبط تثبيط الجهاز التنفسي أيضًا بالميدازولام عند إعطائه بجرعات عالية.

### الكيتامين
الكيتامين هو مهدئ فصامي، ما يعني أنه يأخذ المريض إلى مستوى يشبه الحلم. تحدث التأثيرات في غضون 30 ثانية، وتستمر من 5 إلى 20 دقيقة. يحتوي الكيتامين على خواص مهدئة ومسكنة وسلمية، ولكن معظم استخداماته اليوم تركز على التسكين. تتمثل بعض فوائد الكيتامين في أنه لا يضر بردود الفعل الوقائية للمجرى الهوائي، ويحافظ على توتر عضلات مجرى الهواء العلوي، ويسمح بالتنفس التلقائي. من الآثار الجانبية الشائعة للكيتامين ظهور تفاعلات. قد يصاب المريض بالارتباك أو الذهول أو يعاني من الهلوسة. على الرغم من أن ردود الفعل هذه عادة ما تكون حميدة، لكنها قد تكون مخيفة للمريض. تشمل المضاعفات الأخرى المبلغ عنها سرعة ضربات القلب وارتفاع ضغط الدم والغثيان والقيء وتشنج الحنجرة، ولكن عادة في سياق الإجراءات الفموية البلعومية.

### الديكسميديتوميدين
الديكسميديتوميدين هو أحدث عامل يستخدم في هذه العملية. وهو ناهض ألفا -2 الأدريناليني الذي يسبب التخدير وله بعض الخصائص المسكنة. له تأثير ضئيل على وظيفة الجهاز التنفسي. يؤثر على وظيفة القلب مع زيادة الجرعة.